# Yasjön (Stengårdshults socken, Småland)
Yasjön är en sjö i Gislaveds kommun i Småland och ingår i Nissans huvudavrinningsområde. Sjön har en area på 0,168 kvadratkilometer och ligger 204 meter över havet.

## Delavrinningsområde
Yasjön ingår i det delavrinningsområde (638406-137724) som SMHI kallar för Ovan Svanån. Medelhöjden är 228 meter över havet och ytan är 24,37 kvadratkilometer. Räknas de 3 delavrinningsområdena uppströms in blir den ackumulerade arean 107,78 kvadratkilometer. Svanån (Radan) som avvattnar avrinningsområdet har biflödesordning 2, vilket innebär att vattnet flödar genom totalt 2 vattendrag innan det når havet efter 160 kilometer. Delavrinningsområdet består mestadels av skog (82 %). Avrinningsområdet har 0,38 kvadratkilometer vattenytor vilket ger det en sjöprocent på 1,6 %.